# Dikilitaş (Ceyhan)
Dikilitaş (türkisch für Obelisk) ist ein Ortsteil im Stadtbezirk Ceyhan der Provinz Adana in der Türkei mit 115 Einwohnern (Stand: Ende 2024). Dikilitaş liegt etwa 69 km nordöstlich der Provinzhauptstadt Adana und 21 km nördlich von Ceyhan. Dikilitaş hatte laut der letzten Volkszählung 178 Einwohner (Stand Ende Dezember 2010). Die Bevölkerung besteht hauptsächlich aus Kurden, Tscherkessen und Tschetschenen.